# Ferreira & Rayford Turismo

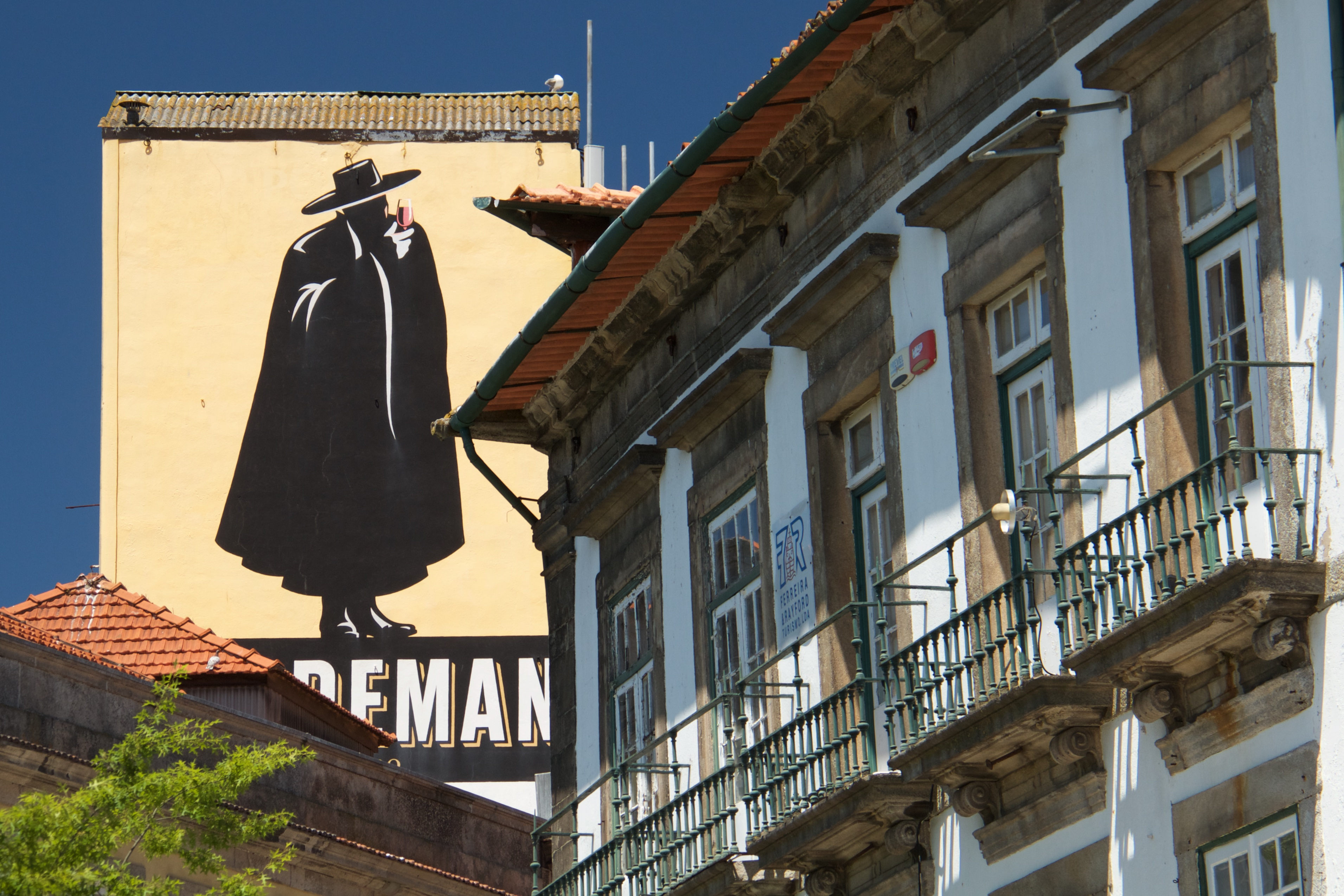
Sede da empresa

A empresa Ferreira & Rayford Turismo, Lda., foi criada em 1994 com o objectivo de promover os cruzeiros no Rio Douro.
Adquiriu a embarcação VistaDouro, com capacidade para 130 passageiros, remodelada e equipada com os mais modernos sistemas de navegação.
Em 1996 adquiriu a empresa Douro Azul Sociedade Marítima Turística, Lda., e a embarcação Princesa do Douro, com capacidade para transportar 200 passageiros, seguindo a mesma linha de actuação da embarcação anterior.